# Kalacsi járás

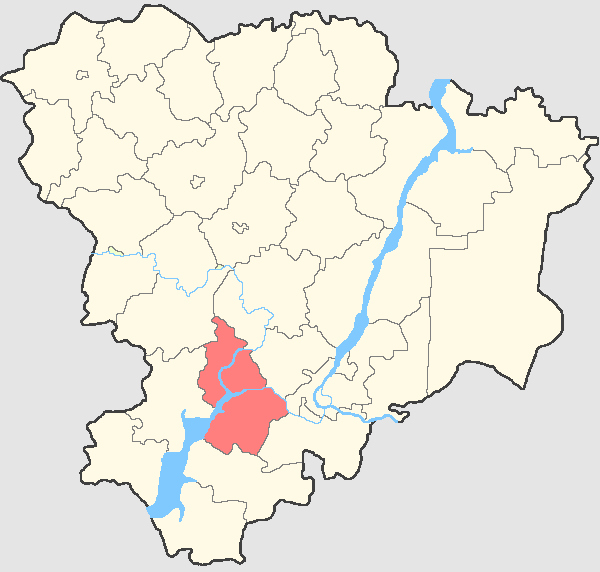
A Kalacsi járás a Volgográdi területen

A Kalacsi járás (oroszul Калачёвский муниципальный район) Oroszország egyik járása a Volgográdi területen. Székhelye Kalacs-na-Donu.

## Népesség
- 1989-ben 53 058 lakosa volt.
- 2002-ben 62 228 lakosa volt.
- 2010-ben 58 524 lakosa volt, melyből 50 968 orosz, 1 367 ukrán, 890 csecsen, 502 tatár, 406 cigány, 398 kazah, 341 fehérorosz, 330 örmény, 298 koreai, 221 kurd, 193 azeri, 183 mari, 172 német, 131 kalmük, 112 csuvas, 104 mordvin, 104 tadzsik, 92 udmurt, 86 lezg, 71 moldáv, 63 grúz, 61 avar, 60 baskír, 54 dargin, 53 üzbég, 49 lengyel, 29 oszét, 18 török, 15 ezid, 15 görög stb.